# Motomondiale 2012
L'edizione 2012 del motomondiale è stata la 64ª dalla sua istituzione nel 1949, e la prima in cui la classe 125 è stata sostituita dalla nuova Moto3.
Al termine della stagione di gare Jorge Lorenzo e Honda si sono aggiudicati rispettivamente il titolo piloti e quello costruttori della MotoGP. Nella Moto2 il campionato piloti è stato appannaggio di Marc Márquez, e quello costruttori di Suter. Nella Moto3, classe al suo primo anno di presenza nel motomondiale, nel campionato piloti si è imposto Sandro Cortese, e tra i costruttori KTM.

## Il calendario
fonte
| Data         | Gran Premio                                | Circuito             | Vincitore MotoGP | Vincitore Moto2  | Vincitore Moto3  | Resoconto |
| ------------ | ------------------------------------------ | -------------------- | ---------------- | ---------------- | ---------------- | --------- |
| 8 aprile     | GP del Qatar                               | Losail               | Jorge Lorenzo    | Marc Márquez     | Maverick Viñales | Resoconto |
| 29 aprile    | GP di Spagna                               | Jerez de la Frontera | Casey Stoner     | Pol Espargaró    | Romano Fenati    | Resoconto |
| 6 maggio     | GP del Portogallo                          | Estoril              | Casey Stoner     | Marc Márquez     | Sandro Cortese   | Resoconto |
| 20 maggio    | GP di Francia                              | Le Mans              | Jorge Lorenzo    | Thomas Lüthi     | Louis Rossi      | Resoconto |
| 3 giugno     | GP di Catalogna                            | Catalogna            | Jorge Lorenzo    | Andrea Iannone   | Maverick Viñales | Resoconto |
| 17 giugno    | GP di Gran Bretagna                        | Silverstone          | Jorge Lorenzo    | Pol Espargaró    | Maverick Viñales | Resoconto |
| 30 giugno    | GP d'Olanda                                | Assen                | Casey Stoner     | Marc Márquez     | Maverick Viñales | Resoconto |
| 8 luglio     | GP di Germania                             | Sachsenring          | Daniel Pedrosa   | Marc Márquez     | Sandro Cortese   | Resoconto |
| 15 luglio    | GP d'Italia                                | Mugello              | Jorge Lorenzo    | Andrea Iannone   | Maverick Viñales | Resoconto |
| 29 luglio    | GP degli USA                               | Laguna Seca          | Casey Stoner     | No Moto2 e Moto3 | No Moto2 e Moto3 | Resoconto |
| 19 agosto    | GP di Indianapolis                         | Indianapolis         | Daniel Pedrosa   | Marc Márquez     | Luis Salom       | Resoconto |
| 26 agosto    | GP della Repubblica Ceca                   | Brno                 | Daniel Pedrosa   | Marc Márquez     | Jonas Folger     | Resoconto |
| 16 settembre | GP di San Marino e della Riviera di Rimini | Misano Adriatico     | Jorge Lorenzo    | Marc Márquez     | Sandro Cortese   | Resoconto |
| 30 settembre | GP d'Aragona                               | Motorland            | Daniel Pedrosa   | Pol Espargaró    | Luis Salom       | Resoconto |
| 14 ottobre   | GP del Giappone                            | Motegi               | Daniel Pedrosa   | Marc Márquez     | Danny Kent       | Resoconto |
| 21 ottobre   | GP della Malesia                           | Sepang               | Daniel Pedrosa   | Alex De Angelis  | Sandro Cortese   | Resoconto |
| 28 ottobre   | GP d'Australia                             | Phillip Island       | Casey Stoner     | Pol Espargaró    | Sandro Cortese   | Resoconto |
| 11 novembre  | GP della Comunità Valenciana               | Valencia             | Daniel Pedrosa   | Marc Márquez     | Danny Kent       | Resoconto |

## Sistema di punteggio e legenda
| Pos.  | 1  | 2  | 3  | 4  | 5  | 6  | 7 | 8 | 9 | 10 | 11 | 12 | 13 | 14 | 15 | 16 > |
| ----- | -- | -- | -- | -- | -- | -- | - | - | - | -- | -- | -- | -- | -- | -- | ---- |
| Punti | 25 | 20 | 16 | 13 | 11 | 10 | 9 | 8 | 7 | 6  | 5  | 4  | 3  | 2  | 1  | 0    |

## Le classi

### MotoGP

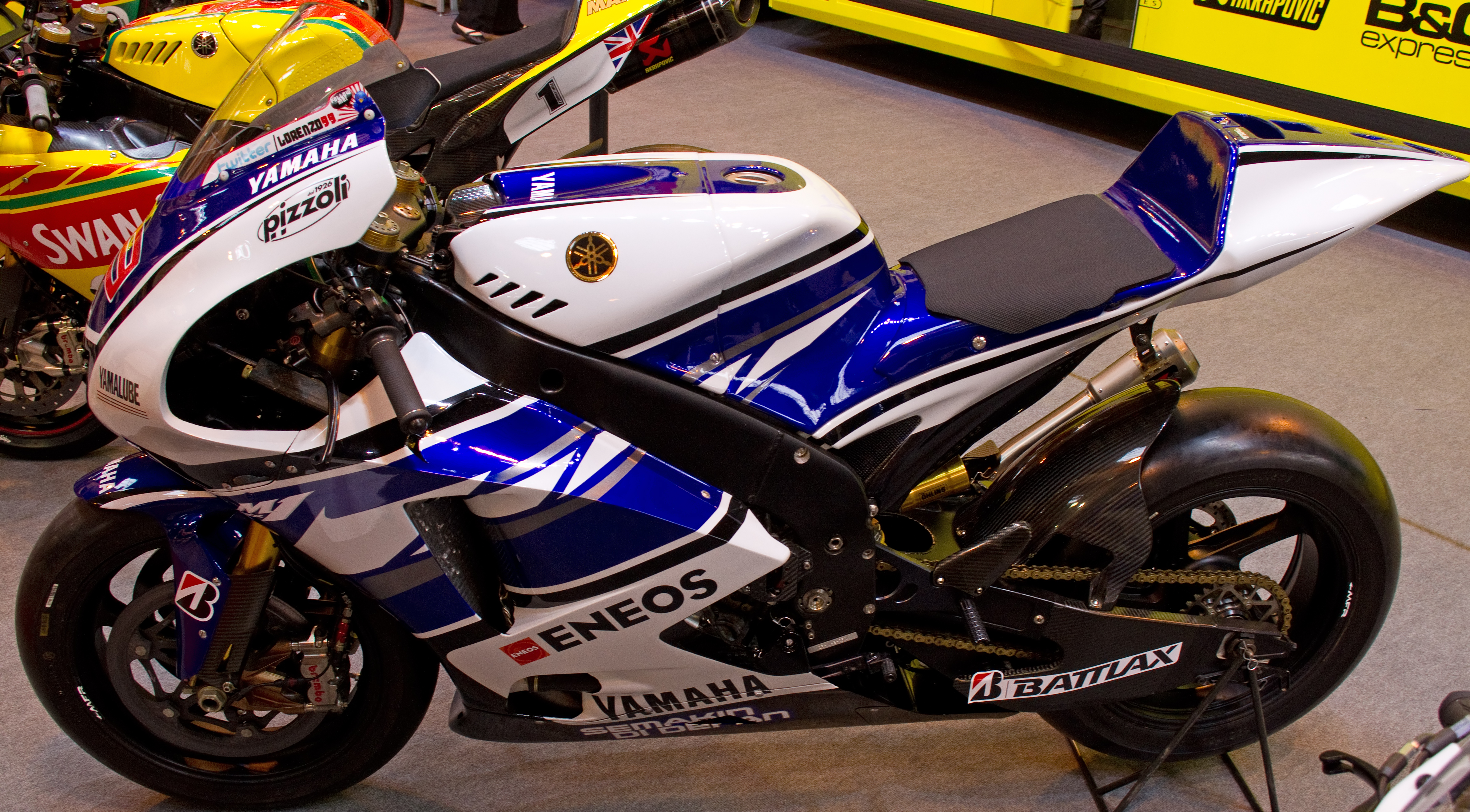
La Yamaha YZR-M1 con cui Lorenzo vinse il titolo mondiale.

Rivoluzione regolamentare in questa classe, con l'innalzamento della cilindrata a 1000 cm³ e l'introduzione di moto con propulsori derivati dalla produzione di serie definite Claiming Rule Team (CRT). Le due tipologie di moto (le prime totalmente prototipi, le altre parzialmente) rispettano regolamenti differenti. Le CRT dispongono di 12 motori per disputare l'intera stagione di gare mentre le MotoGP solo 6, differente anche la capacità del serbatoio con 24 litri per le CRT e 21 per la MotoGP.
I risultati in pista vedono Jorge Lorenzo laurearsi per la quarta volta nella sua carriera campione mondiale (la seconda volta in MotoGP), ottenendo in sella alla M1 del team ufficiale Yamaha Factory Racing sei vittorie e sedici posizionamenti a podio nelle diciotto gare in calendario. Il secondo posto nella graduatoria piloti è di Dani Pedrosa del team Repsol Honda che vince una gara in più rispetto a Lorenzo ma perde il titolo subendo un ritardo di soli 18 punti dal capoclassifica. Le restanti cinque gare non vinte dai due piloti di testa vengono vinte dal campione uscente Casey Stoner, che però non riesce a difendere a pieno il titolo iridato vinto la stagione precedente anche a causa di un infortunio che lo costringe a saltare tre GP. Lo stesso Stoner annuncia, durante la conferenza stampa di apertura del GP di Francia, il ritiro dalle competizioni al termine dell'annata mentre Valentino Rossi sul finale di stagione annuncia il suo ritorno al team ufficiale Yamaha dopo due stagioni opache in sella alla Ducati Desmosedici.
Per quel che concerne le case costruttrici, il titolo mondiale è della Honda grazie alle dodici vittorie del duo Pedrosa-Stoner, mentre la Yamaha deve accontentarsi della seconda posizione. Situazione analoga per il campionato delle squadre con la vittoria del team Repsol Honda che relega in seconda posizione quello Yamaha Factory Racing. Da rimarcare l'ottima prestazione del team Monster Yamaha Tech 3 che con delle moto non ufficiali (pertanto meno aggiornate di quelle di diretta emanazione delle case costruttrici) riesce ad arrivare terzo (migliore squadra privata) avanzando pure il team ufficiale Ducati.

#### Classifica piloti (prime 5 posizioni)
| Pos. | Pilota           | Moto   |   |   |   |    |   |    |     |     |    |   |   |     |     |     |   |    |     |     | P.ti |
| ---- | ---------------- | ------ | - | - | - | -- | - | -- | --- | --- | -- | - | - | --- | --- | --- | - | -- | --- | --- | ---- |
| 1    | Jorge Lorenzo    | Yamaha | 1 | 2 | 2 | 1  | 1 | 1  | Rit | 2   | 1  | 2 | 2 | 2   | 1   | 2   | 2 | 2  | 2   | Rit | 350  |
| 2    | Daniel Pedrosa   | Honda  | 2 | 3 | 3 | 4  | 2 | 3  | 2   | 1   | 2  | 3 | 1 | 1   | Rit | 1   | 1 | 1  | Rit | 1   | 332  |
| 3    | Casey Stoner     | Honda  | 3 | 1 | 1 | 3  | 4 | 2  | 1   | Rit | 8  | 1 | 4 | Inf | Inf | Inf | 5 | 3  | 1   | 3   | 254  |
| 4    | Andrea Dovizioso | Yamaha | 5 | 5 | 4 | 7  | 3 | 19 | 3   | 3   | 3  | 4 | 3 | 4   | 4   | 3   | 4 | 13 | 4   | 6   | 218  |
| 5    | Álvaro Bautista  | Honda  | 7 | 6 | 6 | 10 | 6 | 4  | Rit | 7   | 10 | 8 | 5 | 6   | 3   | 6   | 3 | 6  | 5   | 4   | 178  |
| Pos. | Pilota           | Moto   |   |   |   |    |   |    |     |     |    |   |   |     |     |     |   |    |     |     | P.ti |

| Legenda                                                                        | 1º posto        | 2º posto        | 3º posto | A punti      | Senza punti        | Grassetto=Pole position Corsivo=Giro più veloce |
| Legenda                                                                        | Gara non valida | Non qualificato | Ritirato | Squalificato | "-" Dato non disp. | Grassetto=Pole position Corsivo=Giro più veloce |
| Fonte dei dati: motogp.com, racingmemo.free.fr, autosport.com, jumpingjack.nl. |                 |                 |          |              |                    |                                                 |

#### Classifica costruttori (prime tre posizioni)
| Pos. | Costruttore | Motocicletta |   |   |   |   |   |   |   |   |   |   |   |   |   |   |   |   |   |   | P.ti |
| ---- | ----------- | ------------ | - | - | - | - | - | - | - | - | - | - | - | - | - | - | - | - | - | - | ---- |
| 1    | Honda       | RC213V       | 2 | 1 | 1 | 3 | 2 | 2 | 1 | 1 | 2 | 1 | 1 | 1 | 3 | 1 | 1 | 1 | 1 | 1 | 412  |
| 2    | Yamaha      | YZR-M1       | 1 | 2 | 2 | 1 | 1 | 1 | 3 | 2 | 1 | 2 | 2 | 2 | 1 | 2 | 2 | 2 | 2 | 2 | 386  |
| 3    | Ducati      | Desmosedici  | 6 | 8 | 7 | 2 | 7 | 7 | 6 | 6 | 5 | 6 | 7 | 7 | 2 | 8 | 7 | 4 | 7 | 7 | 192  |

#### Classifica squadre (prime tre posizioni)
| Pos. | Squadra               | Piloti             |    |    |   |    |    |    |     |     |    |     |     |     |     |   |     |     |     |     | P.ti |
| ---- | --------------------- | ------------------ | -- | -- | - | -- | -- | -- | --- | --- | -- | --- | --- | --- | --- | - | --- | --- | --- | --- | ---- |
| 1    | Repsol Honda          | Casey Stoner       | 3  | 1  | 1 | 3  | 4  | 2  | 1   | Rit | 8  | 1   | 4   |     |     |   | 5   | 3   | 1   | 3   | 603  |
| 1    | Repsol Honda          | Daniel Pedrosa     | 2  | 3  | 3 | 4  | 2  | 3  | 2   | 1   | 2  | 3   | 1   | 1   | Rit | 1 | 1   | 1   | Rit | 1   | 603  |
| 1    | Repsol Honda          | Jonathan Rea       |    |    |   |    |    |    |     |     |    |     |     |     | 8   | 7 |     |     |     |     | 603  |
| 2    | Yamaha Factory Racing | Ben Spies          | 11 | 11 | 8 | 16 | 10 | 5  | 4   | 4   | 11 | Rit | Rit | Rit | 5   | 5 | Rit | Rit |     |     | 458  |
| 2    | Yamaha Factory Racing | Jorge Lorenzo      | 1  | 2  | 2 | 1  | 1  | 1  | Rit | 2   | 1  | 2   | 2   | 2   | 1   | 2 | 2   | 2   | 2   | Rit | 458  |
| 2    | Yamaha Factory Racing | Katsuyuki Nakasuga |    |    |   |    |    |    |     |     |    |     |     |     |     |   |     |     |     | 2   | 458  |
| 3    | Monster Yamaha Tech 3 | Andrea Dovizioso   | 5  | 5  | 4 | 7  | 3  | 19 | 3   | 3   | 3  | 4   | 3   | 4   | 4   | 3 | 4   | 13  | 4   | 6   | 369  |
| 3    | Monster Yamaha Tech 3 | Cal Crutchlow      | 4  | 4  | 5 | 8  | 5  | 6  | 5   | 8   | 6  | 5   | Rit | 3   | Rit | 4 | Rit | Rit | 3   | Rit | 369  |
| Pos. | Squadra               | Piloti             |    |    |   |    |    |    |     |     |    |     |     |     |     |   |     |     |     |     | P.ti |

| Legenda                                                                        | 1º posto        | 2º posto        | 3º posto | A punti      | Senza punti        | Grassetto=Pole position Corsivo=Giro più veloce |
| Legenda                                                                        | Gara non valida | Non qualificato | Ritirato | Squalificato | "-" Dato non disp. | Grassetto=Pole position Corsivo=Giro più veloce |
| Fonte dei dati: motogp.com, racingmemo.free.fr, autosport.com, jumpingjack.nl. |                 |                 |          |              |                    |                                                 |

### Moto2

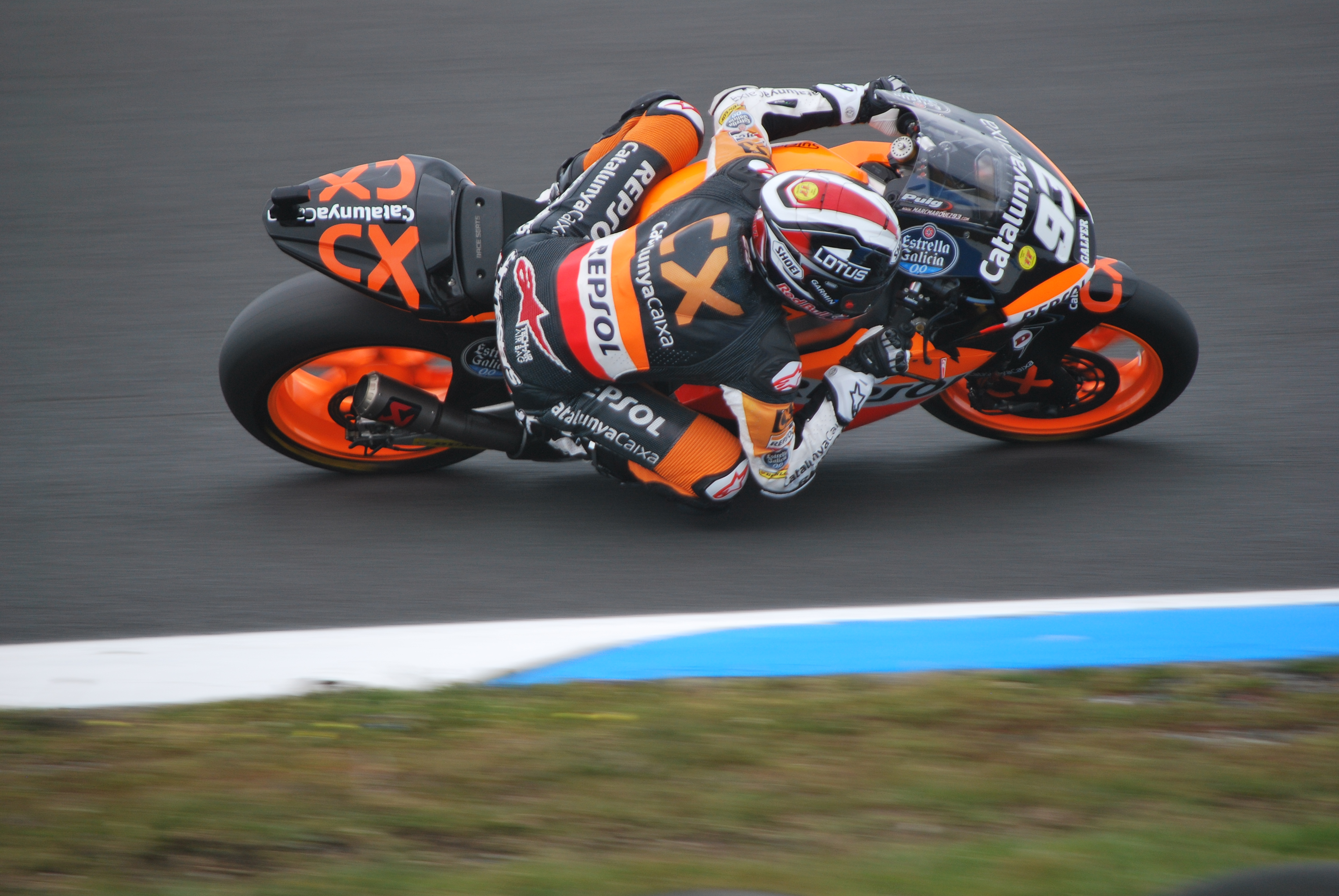
Márquez alla guida della Suter MMX2 del team CatalunyaCaixa Repsol.

Nella classe intermedia, netta vittoria per Marc Márquez con la Suter MMX2 del team CatalunyaCaixa Repsol, il pilota spagnolo porta a compimento nove vittorie e quattordici posizionamenti a podio nei diciassette GP corsi. L'unico pilota che ha contrastato parzialmente Márquez è stato il connazionale Pol Espargaró, che con la Kalex Moto2 del team Pons 40 HP Tuenti ha realizzato quattro vittorie, lasciando aperte le speranze mondiali fino alla penultima gara. Le restanti gare sono state vinte: due da Andrea Iannone che porta la sua Speed Up S12 del team Speed Master al terzo posto in graduatoria, una a testa per Thomas Lüthi del team Interwetten-Paddock e per Alex De Angelis del team NGM Mobile Forward Racing.
Nella classifica riservata ai costruttori terzo iride mondiale consecutivo per la Suter (in tre anni di vita di questa classe), che riesce a portare in tutti i GP una propria moto nelle prime tre posizioni, conquistando dieci vittorie. Seconda la Kalex con quattro vittorie e terza la Speed Up con due successi.

#### Classifica piloti (prime 5 posizioni)
| Pos. | Pilota         | Moto     |   |    |    |     |     |   |     |     |   |    |   |     |   |    |    |     |     |    | P.ti |
| ---- | -------------- | -------- | - | -- | -- | --- | --- | - | --- | --- | - | -- | - | --- | - | -- | -- | --- | --- | -- | ---- |
| 1    | Marc Márquez   | Suter    | 1 | 2  | 1  | Rit | 3   | 3 | 1   | 1   | 5 | NE | 1 | 1   | 1 | 2  | 1  | Rit | 2   | 1  | 328  |
| 2    | Pol Espargaró  | Kalex    | 3 | 1  | 2  | 6   | Rit | 1 | Rit | 4   | 2 | NE | 2 | 3   | 2 | 1  | 2  | 10  | 1   | 8  | 269  |
| 3    | Andrea Iannone | Speed Up | 2 | 14 | 5  | 4   | 1   | 4 | 2   | 16  | 1 | NE | 9 | 4   | 3 | 4  | 17 | 5   | Rit | 11 | 194  |
| 4    | Thomas Lüthi   | Suter    | 5 | 3  | 3  | 1   | 2   | 8 | Rit | 5   | 3 | NE | 5 | 2   | 9 | 10 | 5  | Rit | Rit | 4  | 191  |
| 5    | Scott Redding  | Kalex    | 6 | 4  | 11 | 3   | 10  | 2 | 3   | Rit | 6 | NE | 6 | Rit | 7 | 3  | 4  | 11  | 3   | 22 | 165  |
| Pos. | Pilota         | Moto     |   |    |    |     |     |   |     |     |   |    |   |     |   |    |    |     |     |    | P.ti |

| Legenda                                                                        | 1º posto        | 2º posto        | 3º posto | A punti      | Senza punti        | Grassetto=Pole position Corsivo=Giro più veloce |
| Legenda                                                                        | Gara non valida | Non qualificato | Ritirato | Squalificato | "-" Dato non disp. | Grassetto=Pole position Corsivo=Giro più veloce |
| Fonte dei dati: motogp.com, racingmemo.free.fr, autosport.com, jumpingjack.nl. |                 |                 |          |              |                    |                                                 |

#### Classifica costruttori (prime tre posizioni)
| Pos. | Costruttore | Motocicletta |   |    |   |   |   |   |   |    |   |    |   |   |   |   |    |   |    |    | P.ti |
| ---- | ----------- | ------------ | - | -- | - | - | - | - | - | -- | - | -- | - | - | - | - | -- | - | -- | -- | ---- |
| 1    | Suter       | MMX2         | 1 | 2  | 1 | 1 | 2 | 3 | 1 | 1  | 3 | NE | 1 | 1 | 1 | 2 | 1  | 2 | 2  | 1  | 382  |
| 2    | Kalex       | Moto2        | 3 | 1  | 2 | 2 | 4 | 1 | 3 | 2  | 2 | NE | 2 | 3 | 2 | 1 | 2  | 6 | 1  | 7  | 320  |
| 3    | Speed Up    | S12          | 2 | 14 | 5 | 4 | 1 | 4 | 2 | 16 | 1 | NE | 9 | 4 | 3 | 4 | 17 | 5 | 22 | 11 | 194  |

### Moto3

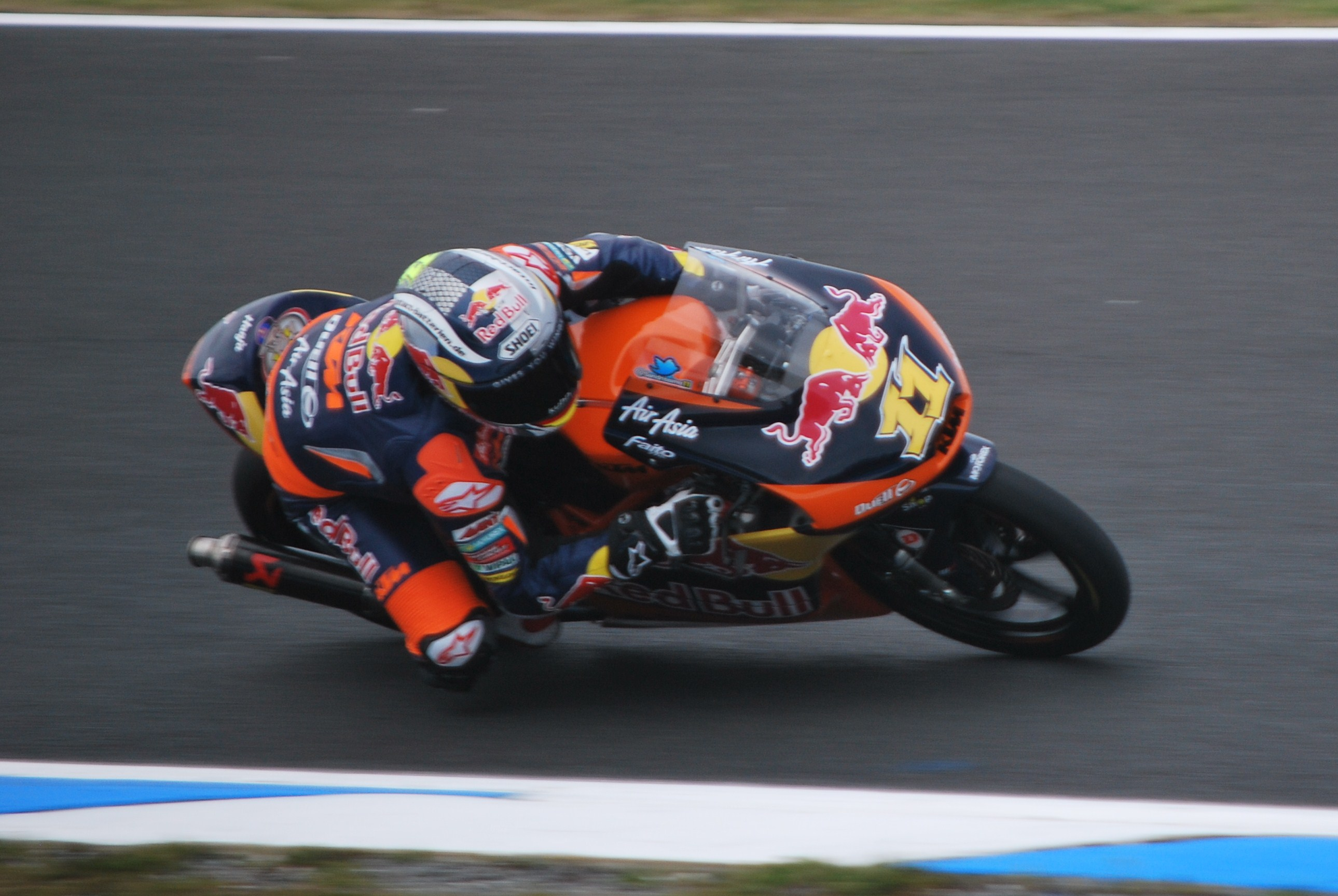
Il campione del mondo Cortese alla guida della KTM M32 del team Red Bull KTM Ajo.

La prima edizione di questa classe viene vinta da Sandro Cortese che ottiene il titolo addirittura con due GP d'anticipo rispetto alla fine del campionato. Il portacolori del team Red Bull KTM Ajo ottiene con la sua KTM M32 cinque vittorie, riuscendo anche a portare a termine in zona punti tutte le gare stagionali, tutte sempre al di sopra della sesta posizione, con ben quindici piazzamenti a podio sulle diciassette prove. Alle sue spalle si sono alternati principalmente due piloti: Luis Salom con la Kalex KTM del team RW Racing GP (autore di due vittorie) e Maverick Viñales con la FTR M312 del team Blusens Avintia (cinque vittorie). Proprio lo spagnolo Viñales si è reso protagonista di un episodio spiacevole alla vigilia delle prove libere del GP della Malesia, rifiutandosi di correre ed accusando la squadra di dargli una moto poco competitiva, salvo scusarsi e tornare a correre nel GP successivo.
Altre vittorie sono state ottenute: due da Danny Kent (compagno di squadra di Cortese) ed una vittoria a testa da Romano Fenati, Louis Rossi e Jonas Folger. Da segnalare l'ottima stagione del pilota italiano Fenati, che alla prima stagione nel motomondiale ottiene subito una vittoria e quattro podi, anche se una seconda parte di campionato in flessione rispetto alla prima non gli consente di essere il miglior esordiente, che invece risulta essere il più costante Álex Rins.
Più aperto il campionato costruttori, con la KTM che con le sette vittorie realizzate ed i numerosi piazzamenti a podio vince il titolo, sette vittorie anche per la FTR ma seconda a causa dei minori piazzamenti nei primi tre posti rispetto alla casa austriaca. Al terzo posto la Kalex con tre vittorie all'attivo.

#### Classifica piloti (prime 5 posizioni)
| Pos. | Pilota           | Moto        |    |     |   |     |     |     |   |     |     |    |     |   |    |    |     |   |     |    | P.ti |
| ---- | ---------------- | ----------- | -- | --- | - | --- | --- | --- | - | --- | --- | -- | --- | - | -- | -- | --- | - | --- | -- | ---- |
| 1    | Sandro Cortese   | KTM         | 3  | 3   | 1 | 6   | 2   | 3   | 2 | 1   | 3   | NE | 2   | 3 | 1  | 2  | 6   | 1 | 1   | 2  | 325  |
| 2    | Luis Salom       | Kalex KTM   | 4  | 2   | 3 | Rit | 10  | 2   | 4 | 3   | Rit | NE | 1   | 2 | 2  | 1  | Rit | 4 | 15  | 10 | 214  |
| 3    | Maverick Viñales | FTR Honda   | 1  | 6   | 2 | Rit | 1   | 1   | 1 | 17  | 1   | NE | Rit | 4 | 5  | NP | 2   |   | Rit | 8  | 207  |
| 4    | Danny Kent       | KTM         | 8  | Rit | 8 | Rit | 20  | 6   | 3 | Rit | 5   | NE | 12  | 7 | 12 | 4  | 1   | 6 | 5   | 1  | 154  |
| 5    | Álex Rins        | Suter Honda | 10 | 4   | 7 | 3   | Rit | Rit | 6 | 20  | 7   | NE | 7   | 5 | 4  | 6  | 4   | 7 | 4   | 16 | 141  |
| Pos. | Pilota           | Moto        |    |     |   |     |     |     |   |     |     |    |     |   |    |    |     |   |     |    | P.ti |

| Legenda                                                                        | 1º posto        | 2º posto        | 3º posto | A punti      | Senza punti        | Grassetto=Pole position Corsivo=Giro più veloce |
| Legenda                                                                        | Gara non valida | Non qualificato | Ritirato | Squalificato | "-" Dato non disp. | Grassetto=Pole position Corsivo=Giro più veloce |
| Fonte dei dati: motogp.com, racingmemo.free.fr, autosport.com, jumpingjack.nl. |                 |                 |          |              |                    |                                                 |

#### Classifica costruttori (prime tre posizioni)
| Pos. | Costruttore | Motocicletta |   |   |   |   |   |   |   |   |    |    |   |   |   |   |    |   |    |   | P.ti |
| ---- | ----------- | ------------ | - | - | - | - | - | - | - | - | -- | -- | - | - | - | - | -- | - | -- | - | ---- |
| 1    | KTM         | M32          | 3 | 3 | 1 | 5 | 2 | 3 | 2 | 1 | 3  | NE | 2 | 3 | 1 | 2 | 1  | 1 | 1  | 1 | 346  |
| 2    | FTR Honda   | M312         | 1 | 1 | 2 | 1 | 1 | 1 | 1 | 5 | 1  | NE | 5 | 4 | 3 | 5 | 2  | 8 | 6  | 5 | 306  |
| 3    | Kalex KTM   | -            | 4 | 2 | 3 | 2 | 7 | 2 | 4 | 3 | 10 | NE | 1 | 1 | 2 | 1 | 22 | 3 | 11 | 4 | 262  |